# Quadres hongaresos (Bartók)
Quadres hongaresos (Magyar képek en hongarès) són unes orquestracions que va fer Béla Bartók el 1931 de cinc peces de piano que va compondre entre 1908 i 1911. Quatre dels cinc esbossos es van estrenar el 24 de gener de 1932 a Budapest, i la primera interpretació completa va tenir lloc el 26 de novembre de 1934, a la mateixa ciutat. La durada de l'obra és d'uns onze minuts.

## Instrumentació
- 2 flautes
- Flautí
- 2 oboès
- 2 clarinets
- Clarinet baix
- 2 fagots
- 2 trompes
- 2 trompetes
- 2 trombons
- Tuba
- Timbales
- Xilòfon
- Triangle
- Side drum
- Caixa
- Plats
- Bombo
- Arpa
- Violins
- Violes
- Violoncels
- Contrabaixos[1]